# Công viên tỉnh Núi Robson
Công viên tỉnh Núi Robson là một công viên tỉnh rộng lớn có diện tích 2.249 km² trên khu vực Dãy núi Rocky của Canada. Công viên nằm hoàn toàn trong tỉnh bang British Columbia và tiếp giáp với Vườn quốc gia Jasper của tỉnh Alberta, nằm cách Edmonton 390 km về phía tây và cách Prince George 290 km về phía đông.
Công viên được thành lập bởi cơ quan lập pháp tỉnh British Columbia vào năm 1913, cùng năm với chuyến hành trình tới Núi Robson của một nhóm leo núi, dẫn đầu bởi Conrad Kain. Đây là công viên tỉnh lâu đời thứ hai tại Canada. Nó được đặt theo tên của Núi Robson cao 3.954 mét, là một ngọn núi nằm hoàn toàn trong công viên và là điểm cao nhất tại Dãy núi Rocky của Canada.
Từ tháng 5 đến 9, công viên mở cửa cho công chúng ghé thăm ngọn núi Robson, đây là điểm dừng phổ biến trên Cao tốc Yellowhead. Các dịch vụ thương mại duy nhất trong công viên là tại một tổ hợp kết hợp trạm xăng-quán cà phê. Có hai khu cắm trại do các nhà chức trách thành lập gần Trung tâm du khách và gần khu vực đèo Yellowhead.
Năm 1990, Công viên tỉnh Núi Robson được thêm vào Danh sách Di sản thế giới của UNESCO như là phần mở rộng của Vườn quốc gia Núi Rocky của Canada. Cùng với các vườn quốc gia và công viên tỉnh khác của Vườn quốc gia Núi Rocky của Canada, công viên được công nhận vì vẻ đẹp tự nhiên và ý nghĩa địa chất và hệ sinh thái cảnh quan núi là môi trường sống của các loài quý hiếm, cùng với cảnh quan tự nhiên của các đỉnh núi, sông băng, hồ, thác nước, hẻm núi, hang động đá vôi và hóa thạch.
Các điểm tự nhiên đáng chú ý được tìm thấy trong công viên bao gồm:
- Động Arctomys
- Hồ Berg
- Hồ Kinney
- Hồ Yellowhead